# Oxalis barrelieri
Espèce
Oxalis barrelieri est une espèce de plantes de la famille des Oxalidacées.